# Utetheisa rubrosignata
Utetheisa rubrosignata är en fjärilsart som beskrevs av Fletch. 1910. Utetheisa rubrosignata ingår i släktet Utetheisa och familjen björnspinnare. Inga underarter finns listade i Catalogue of Life.